# Чукчино
Чу́кчино (коми Чукчин) — деревня в Усть-Цилемском районе Республики Коми России. Входит в состав сельского поселения Коровий Ручей.

## География
Деревня находится в северо-западной части Республики Коми, на правом берегу реки Печора, на автодороге 87К-007, к юго-востоку от села Усть-Цильма, административного центра района.
Часовой пояс
Деревня Чукчино, как и вся Республика Коми, находится в часовой зоне МСК (московское время). Смещение применяемого времени относительно UTC составляет +3:00.

## История
В 1920 году в деревне Чукчинская имелось 28 дворов и проживало 113 человек (48 мужчины и 65 женщин). В административном отношении входила в состав Устьцилемского общества Устьцилемской волости Печорского уезда. В 1930—1931 годах в деревне находился в ссылке Архиепископ Русской православной церкви Филипп (Ставицкий).

## Население
| 2010 |
| ---- |
| 651  |

Гендерный состав
По данным Всероссийской переписи населения 2010 года, в гендерной структуре населения мужчины составляли 46,9 %, женщины — соответственно 53,1 %.
Национальный состав
Согласно результатам переписи 2002 года, в национальной структуре населения русские составляли 95 % из 733 чел.

## Улицы
| - ул. Авиаторов, - ул. Дуркиных, - пер. Молодёжный, | - пер. Полевой, - ул. Промышленная, - пер. Речной, | - пер. Рябиновый, - ул. Сельхозтехника, - пер. Солнечный. |

## Инфраструктура
В деревне функционируют детский сад, фельдшерско-акушерский пункт, библиотека, продуктовые магазины.